# 長久保赤水
長久保 赤水（ながくぼ せきすい、本名：玄珠（はるたか）は江戸時代中期の地理学者、儒学者、『改正日本輿地路程全図』（通称「赤水図」）を作成したことで知られる。常陸国多賀郡赤浜村（現在の茨城県高萩市）出身。俗名は源五兵衛（げんごべえ）、号の赤水と字の玄珠は荘子の天地篇にある「黄帝、赤水の北に遊び、崑崙の丘に登り、而して南望して還帰し、其の玄珠を遺せり。」から取られている。別名は藤八 （とうはち）。
茨城県は価値の高い学術資料として、2017年（平成29年）1月26日に「長久保赤水関係資料693点」を有形文化財に定める。2020年（令和2年）9月30日、長久保の地図や資料群107点は史料として学術的価値が認められ、国の重要文化財に指定された。高萩市歴史民俗資料館が管理する。
2012年11月3日、高萩駅前に赤水の銅像が建立された。

## 略歴
農民出身であるが、遠祖の大友親頼の三男・長久保親政は、現在の静岡県駿東郡長泉町を領して長久保城主となり、長久保氏を称したとされる。
学問を好み地理学に傾注する。14歳（1730年（享保15年））の頃から近郷の医師で漢学者の鈴木玄淳の塾に通い、壮年期に至るまで漢学や漢詩などを学んだ。17歳（1733年（享保18年））には江戸に遊学、服部南郭に学んでいる。25歳（1741年（寛保元年））の頃、鈴木玄淳らとともに水戸藩の儒学者で彰考館総裁を務めた名越南渓に師事し、朱子学・#漢詩・天文地理などの研鑽を積んだ。また、地図製作に必要な天文学については、名越南渓の紹介により渋川春海の門下で水戸藩の天文家であった小池友賢に指導を受けた。
明和5年（1768年）『改製日本分里図』（かいせいにほんぶんりず）完成。安永4年（1775年）3月『新刻日本輿地路程全図』（しんこくにほんよちろていぜんず）が完成。更に、安永8年（1779年）、『改正日本輿地路程全図』（通称「赤水図」）が完成、翌9年に大坂で出版された。赤水生存中に2版、没後3版、修正を重ね発行されている。それ以前に約90年流布していた石川流宣の日本図「流宣図」と入れ替わることになった。
安永6年（1777年）赤水61歳の時、水戸藩主徳川治保の侍講となり、藩政改革のための建白書の上書などを行った。天明3年（1783年）清国地図『大清広輿図』が完成、天明5年（1785年）には世界地図『改正地球万国全図』が完成した。いずれも実測図ではないが関連文献が深く考証され、『改正日本輿地路程全図』に至っては5版を重ね約1世紀間も普及している。
天明6年（1786年）、徳川光圀が編纂を始めた『大日本史』の地理志の執筆も行う。師である鈴木玄淳らとともに、中国の竹林の七賢になぞらえ、松岡七賢人と称される。

## 評価
農業政策の視点から赤水図の特徴には農村の記録として水戸藩の行政を知る手がかりとなる点、地図製作の過程を読み取ることができる点が挙げられる。地図以外の文化財資料は、緯度経度を線分として地図に取り入れるため天文学を究めようとした功績と、水戸藩の役人と同時代のさまざまな知識人との交流を伝える。
政府が国家機密として模写を厳しく管理し一般人に使わせなかった伊能図に対し、長久保の『改正日本輿地路程全図』は印刷物として流通し、伊能や吉田松陰のほか人々が「赤水図」と呼んで江戸末期まで実用した。
長久保の『改正日本輿地路程全図』、伊能忠敬の『大日本沿海輿地全図』には、竹島が当時の名称「松島」で記してあり、日本では日本領有を裏付ける資料としてしばしば引用されている。

### 年表
- 1717年、常陸国多賀郡赤浜村（現在の茨城県高萩市）の農家に生まれる。幼い時に母ついで父を亡くし、おもに継母に愛育される[5]。
- 1730年、鈴木玄淳の私塾に入り漢詩などを学ぶ。
- 1738年、水戸藩の儒学者、名越南渓に師事。
- 1739年、23歳で結婚する[5]。
- 1753年、松岡七賢人として水戸藩から賜金を給せられる。
- 1760年、44歳、東北地方（奥州南部と越後）を20日間にわたり旅し、旅行記『東奥紀行』（1792年刊）を著す[5]。
- 1767年、51歳、立原翠軒らの尽力により、安南国漂流民の引き取りのため庄屋の代理として水戸藩の役人に随行して長崎を訪れる。『長崎行役日記』（『長崎紀行』）、『安南漂流記』を著す。
- 1768年、52歳、学問の功により水戸藩の郷士格（武士待遇）に列せられる。
- 1773年、57歳、藩政に関する意見書『芻蕘談（すうじょうだん）』を著す。農村で横行していた間引き[注釈 3]を憂い、立派な人物になる可能性もあるから富者の家の前に捨て子をしたほうがましだと啓蒙し、間引きの悪習を減らした[10]。
- 1774年、58歳、地図の完成に向けて識者の意見を得るため京・大坂を訪ねる。この際、柴野栗山、高山彦九郎、中井竹山、大典顕常、皆川淇園らと交流を持つ。
- 1775年、59歳、柴野栗山の序文であり、赤水図の内題でもある[疑問点 – ノート]『新刻日本日本輿地路程全図』が完成。
- 1777年、61歳、水戸藩主徳川治保の侍講となり、江戸小石川の水戸藩邸に住む。
- 1778年、62歳、建白書『農民疾苦』を上書する。役人が年貢米で公然と賄賂を得ていた「再改め」をなくすよう、命を賭して藩主に提言、農政改善の第一歩に尽力した。
- 1779年、63歳、『改正日本輿地路程全図』が完成、翌年大坂で出版。
- 1783年、67歳『大清広輿図』完成。
- 1785年、69歳、『改正地球万国全図』完成。
- 1786年、70歳、水戸藩主治保の特命により『大日本史』の地理志の編集に従事する。
- 1791年、75歳、江戸の水戸藩邸に留まり『大日本史』の地理志の編纂に専念する[11]。
- 1797年、81歳で帰郷[11]。
- 1801年、85歳、赤浜村で死去[11]。没後10日目、伊能忠敬第2次測量隊が赤浜村を通過。
- 1911年、従四位を追贈された[12]。

## 日本輿地路程全図

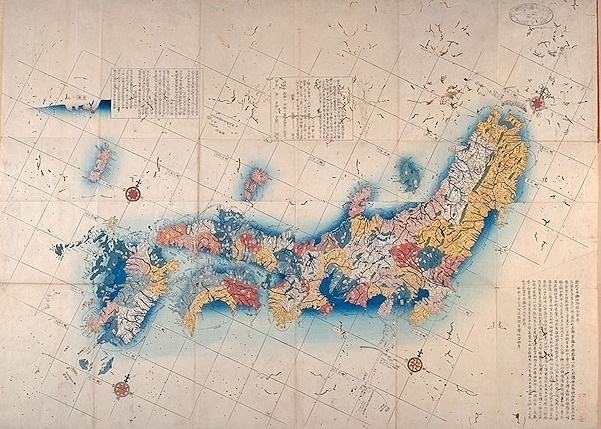
『日本輿地路程全図』（1775年）神戸大学附属図書館所蔵（住田文庫）

『改正日本輿地路程全図』（1779年 初版）アメリカ議会図書館蔵

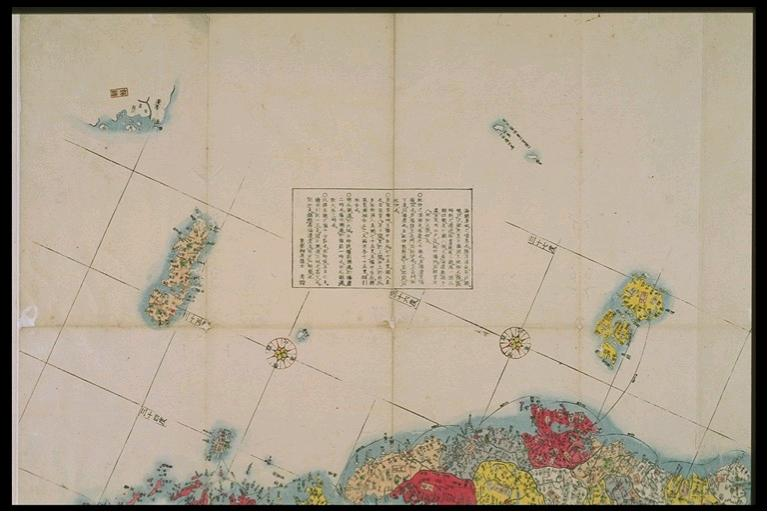
『改正日本輿地路程全図』部分（1791年 2版）東北大学狩野文庫所蔵

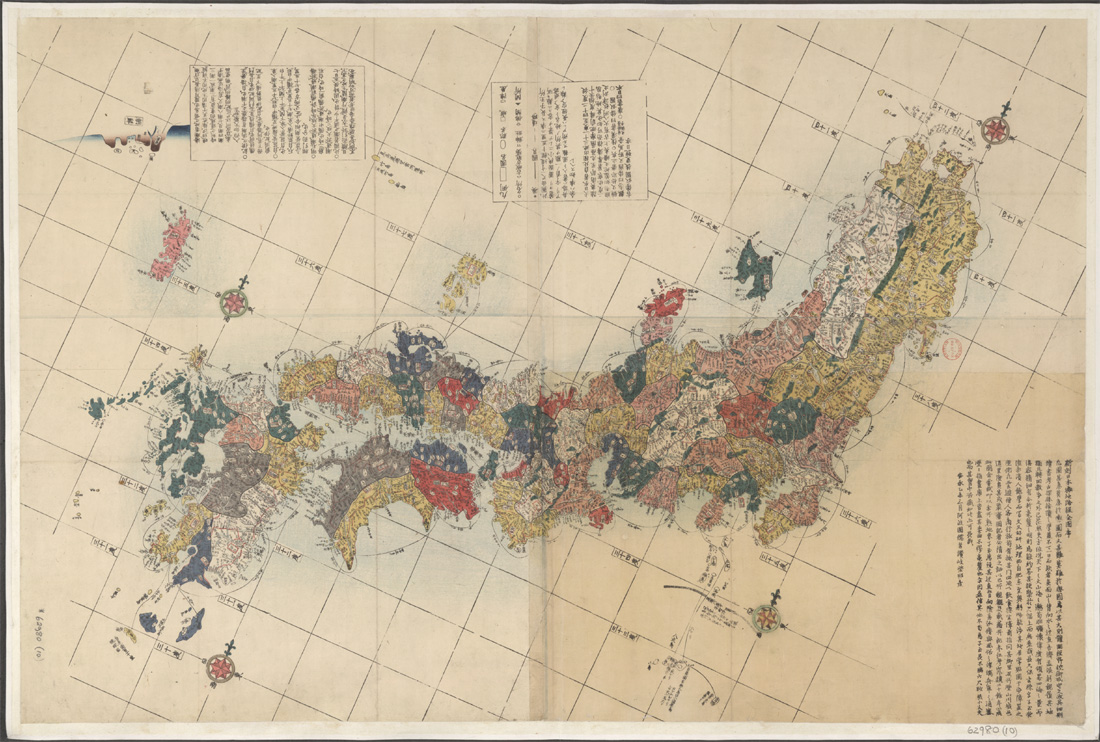
『改正日本輿地路程全図』（1846年 6版）大英博物館所蔵

長久保赤水は江戸時代中期頃の地図考証家・森幸安によって描かれた『日本分野図』を参考に、明和5年（1768年）に原図となる「改製日本分里図」を作り、安永8年（1779年）には『改正日本輿地路程全図』の初版を完成。翌年、大坂で出版した。赤水の存命中の寛永3年（1791年）に第2版が刊行され、赤水の死後も1811年、1833年、1840年に版を重ねている。
『幸安図』にも『赤水図』にも、当時未開拓であった北海道は一部しか描かれていない。また、経線緯線が記載されているが経線には経度が記載されていない。『幸安図』や後に作成される伊能忠敬の『大日本沿海輿地全図』も、京都を基準に経線が引かれている点で共通点が見られる。10里を1寸としているので、縮尺は約129万分の1となる。8色刷の色刷りで、蝦夷（現在の北海道）や小笠原諸島・沖縄を除く日本全土を示す。
『改正日本輿地路程全図』は、伊能忠敬の『大日本沿海輿地全図』より42年前に出版され、明治初期までの約100年間に5版を数えた。伊能の地図はきわめて正確であったが、江戸幕府により厳重に管理されたこともあって、この赤水図が明治初年まで一般に広く使われた。沿岸部のほとんど全てを測量した伊能の地図には劣るが、20年以上にわたる考証の末に完成した地図は、出版当時としては驚異的な正確さであった。
赤水図は広く普及したためドイツ国立民族博物館のシーボルト・コレクションや、イギリス議会図書館を含む世界6か国の博物館などで44枚収蔵されていることが確認されており当時の欧米において日本を知る資料として活用されていたことが伺われる。
また近年、ロシア語訳の赤水図が、1809年と1810年にロシアで発行されていたこともわかってきた。

## 主な著作
- 『安南漂流記』 聞き書き。安南（現在のベトナム）に漂着した漁民の話を1767年、長崎に出張して書き留めた。
- 『長崎行役日記』　紀行文。同上、1767年の記録。
- 『改製日本分里図』（かいせいにほんぶんりず） 1768年（明和5年）

- 『清槎唱和』（しんさ しょうわ）〈鶚軒文庫〉　漢詩、1768年（明和5年）。名義は赤水長玄珠 ほか。笠間藩中林氏、「斗南中林方義卿」と墨書き（裏表紙の蔵書記）。マイクロフィルム版、国立国会図書館書誌ID:023731320。
- 『芻蕘談』（すうじょうだん） 藩政に関する意見書。1773年提出。農村の間引きの実態を指摘した。
- 『新刻日本輿地路程全図』（しんこくにほんよちろていぜんず） 1775年（安永4年）3月完成。
- 『農民疾苦』（のうみんしっく） 建白書。1778年提出。「再改め」という賄賂強要を藩主に訴える。
- 『改正日本輿地路程全図』、通称「赤水図」。1779年（安永8年）完成。
  - 1780年（安永9年）柴野栗山に序文を仰ぎ、現在の大阪で出版。およそ100年のロングセラー[注釈 4]。
- 『大清広輿図』 清国の地図。1783年（天明3年）完成。
- 『改正地球万国全図』　世界地図。1785年（天明5年）完成。
- 『東奥紀行』　旅行記（奥州南部と越後）。1760年に著した記録。
- 『礼記王制地理図説』（らいき おうせい ちり ずせつ）　1900年（明治年間）。前川善兵衛（大阪）による複製。
  - マイクロフィルム版をインターネットで閲覧できる。国立国会図書館デジタルコレクション、doi:10.11501/993096。